# Bojiště (Červené Pečky)
Bojiště (německy Bojischt) je vesnice v okrese Kolín, součást městyse Červené Pečky. Nachází se asi 1,1 kilometru jižně od Červených Peček. Bojiště leží v katastrálním území Červené Pečky.

## Historie
První písemná zmínka o vesnici pochází z roku 1670.